# Bóson

O Modelo das Partículas elementares com os bósons na última coluna

O bóson (português brasileiro) ou bosão (português europeu) é uma partícula que possui spin inteiro (em unidades de {\displaystyle \hbar }) e obedece à estatística de Bose-Einstein. Ele tem este nome em homenagem ao físico indiano Satyendra Nath Bose. Entre os exemplos de bósons estão as partículas elementares, como o fóton, o glúon, o bóson de Higgs, e partículas compostas, como mésons e núcleos atômicos estáveis, como o hélio-4.

## Motivação
As partículas microscópicas exibem propriedades que, no começo do século XX, motivaram o surgimento da mecânica quântica. O problema da identidade das partículas, antes tido como ponto pacífico pela mecânica clássica, toma feição inteiramente nova.
Duas partículas que podem ser distinguidas pela posição na mecânica clássica já não o podem ser pela mecânica quântica. Isso decorre pela imprecisão inerente às medidas efetuadas sobre os observáveis, que correspondem, grosso modo, à noção de propriedade da mecânica clássica.
A imprecisão da mecânica quântica decorre do princípio da incerteza de Heisenberg, que estipula restrição para a medição simultânea de propriedades incompatíveis, que são aquelas relacionadas pelo princípio da incerteza.

## Estatística quântica
Com o advento da mecânica quântica as noções de distinguibilidade das partículas subatômicas e da ocupação de estados de energia sofreu sérias reformulações.
No começo do século XX, Boltzmann havia chegado à forma correta da distribuição do número de partículas em função do nível de energia. Mas isso no âmbito da mecânica clássica.
Contudo, principalmente com o surgimento da moderna teoria quântica, o conceito de trajetória se torna seriamente prejudicado, quando não totalmente desnecessário e contraditório.
Uma trajetória implica o deslocamento, no espaço (e é claro, no tempo) de uma partícula, idealizada como um ponto matemático. Nesse sentido, uma trajetória física corresponderia, na matemática, a uma curva suave e diferenciável, completamente contínua em todos os seus pontos.
Porém, mesmo no trabalho de Einstein sobre o movimento browniano em 1905 (publicado juntamente com outros três trabalhos: sobre o efeito fotoelétrico, sobre o calor específico dos sólidos e sobre a relatividade), esse cientista postulou trajetórias em zig-zag, descontínuas em inúmeros (para não dizer infinitos) pontos, para as moléculas e átomos, assim como também as partículas movidas, fossem elas partículas de pó, pólen, dentre outras. Assim, ainda no cenário da física clássica, as trajetórias suaves já não eram ponto pacífico.
Com o entendimento trazido à luz pela interpretação do princípio da incerteza de Heisenberg, e pela interpretação estatística da função de onda dada por Max Born foi totalmente por terra a noção de que a partícula tinha trajetória definida.
Assim sendo, não se podem distinguir partículas cujas características sejam idênticas se se aproximam muito uma da outra, porque então não se pode identificá-las pela trajetória, já que para pontos muitos próximos, dependendo da velocidade, os pontos já não são discerníveis. A relação matemática que rege essa indeterminação fundamental é a relação da incerteza de Heisenberg:
onde Xk representa o operador posição e Pl representa o operador de momento linear
Dentro desse entendimento, a distribuição de Boltzmann não é mais válida, senão como aproximação. Verificou-se que as distribuições válidas para partículas com carácter manifestamente quântico, são as seguintes:
- Distribuição de Fermi-Dirac
- Distribuição de Bose-Einstein

A primeira é válida para partículas de spin semi-inteiro ( 1/2, 3/2, 5/2...),em unidades de {\displaystyle \hbar }, ou seja, para os férmions, ao passo que a segunda é a distribuição válida para partículas de spin inteiro (0,1,2,3...), ou seja, para os bósons, assunto deste artigo.
Pode-se explicar qualitativa e sucintamente, de forma simplificada, que os bósons podem ter as suas funções de onda explicitadas separadamente em coordenadas espaciais e nas coordenadas de spin. A função de onda para os bósons são funções simétricas perante a inversão simultânea das coordenadas espaciais e das coordenadas de spin.